# Wildwasserkanu

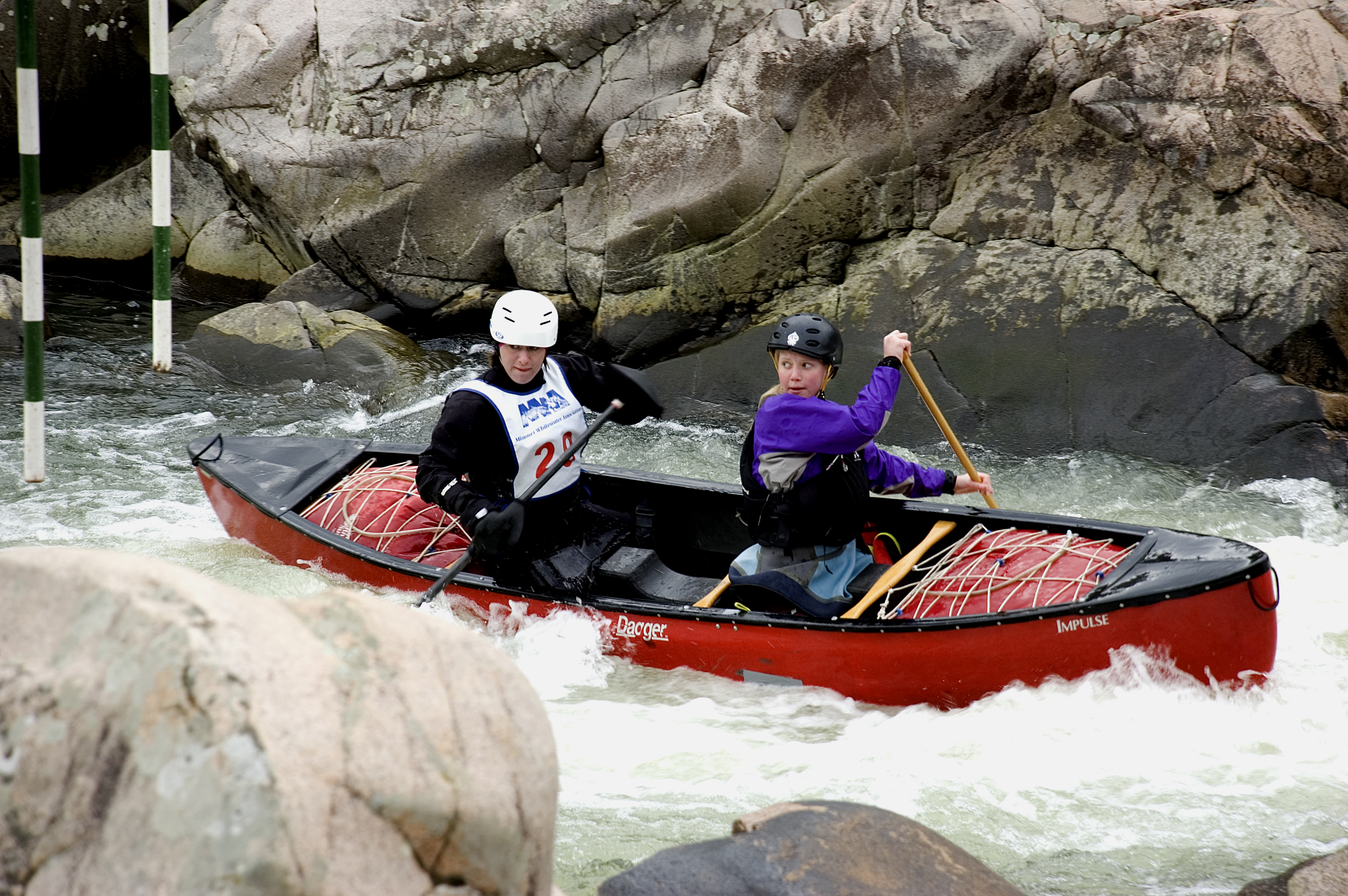
Offener Zweimannkanadier

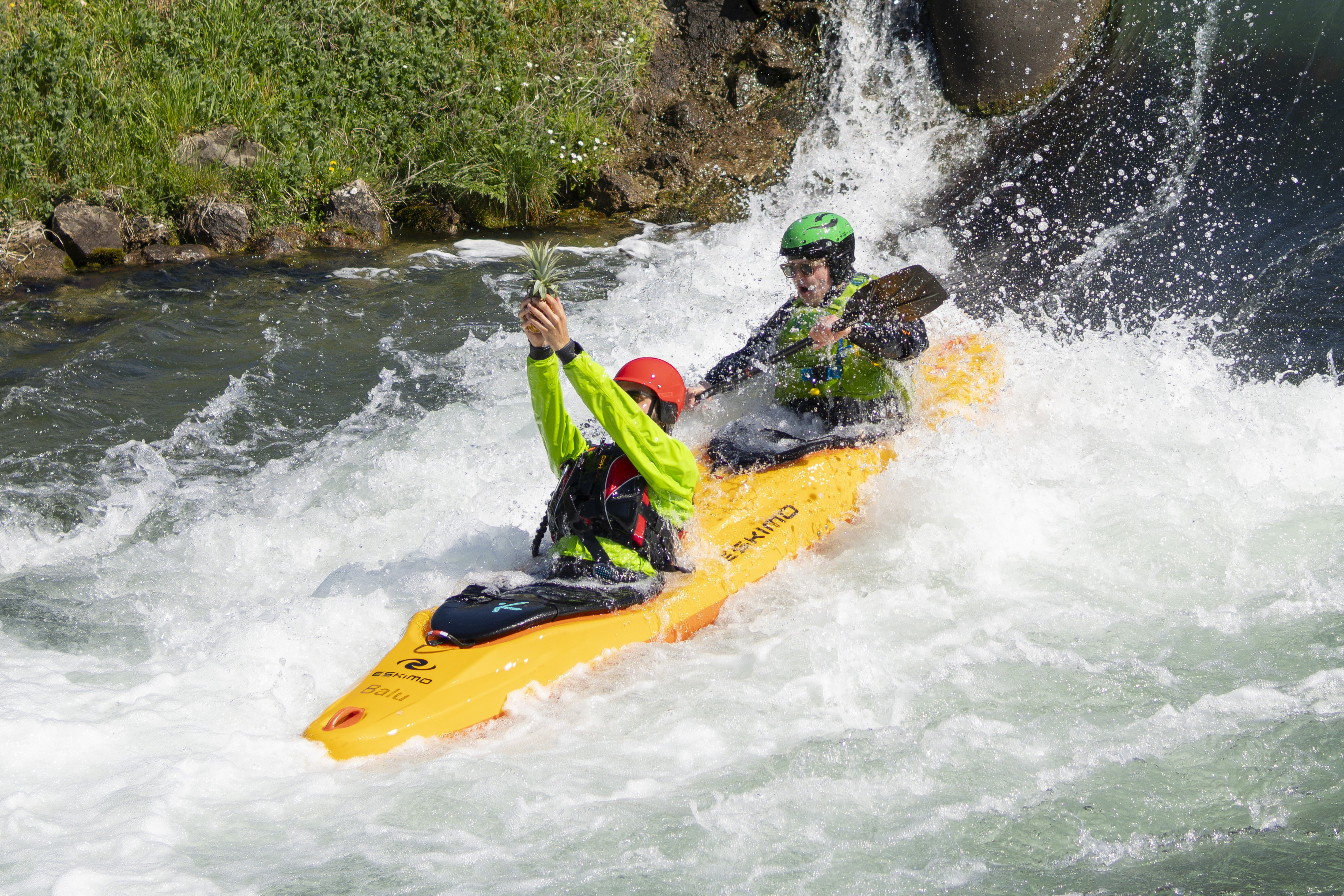
Zweisitziges Wildwasserboot aus Kunststoff

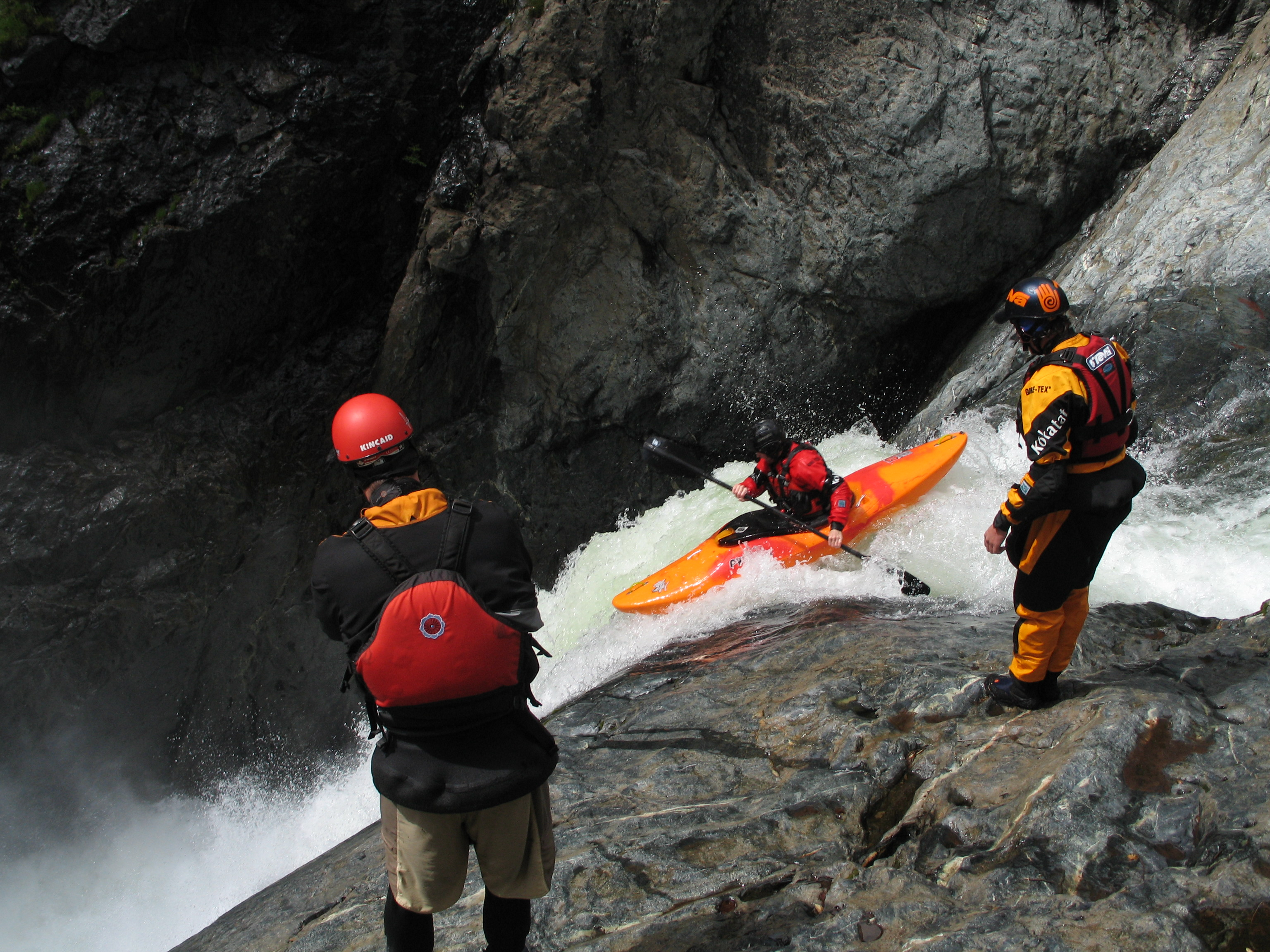
Stabiler Creeker, Kajak

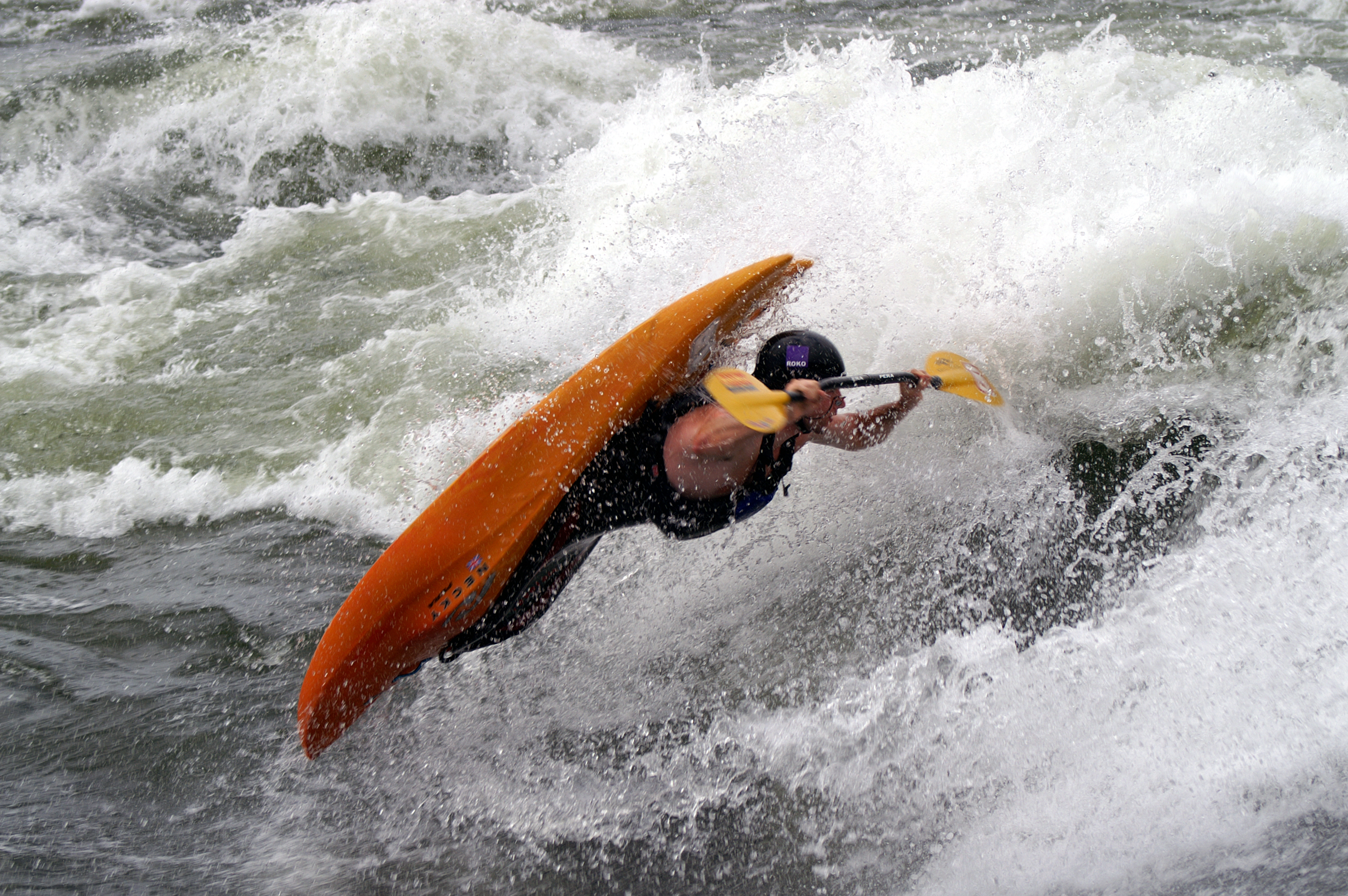
Kurzes, flaches Rodeo

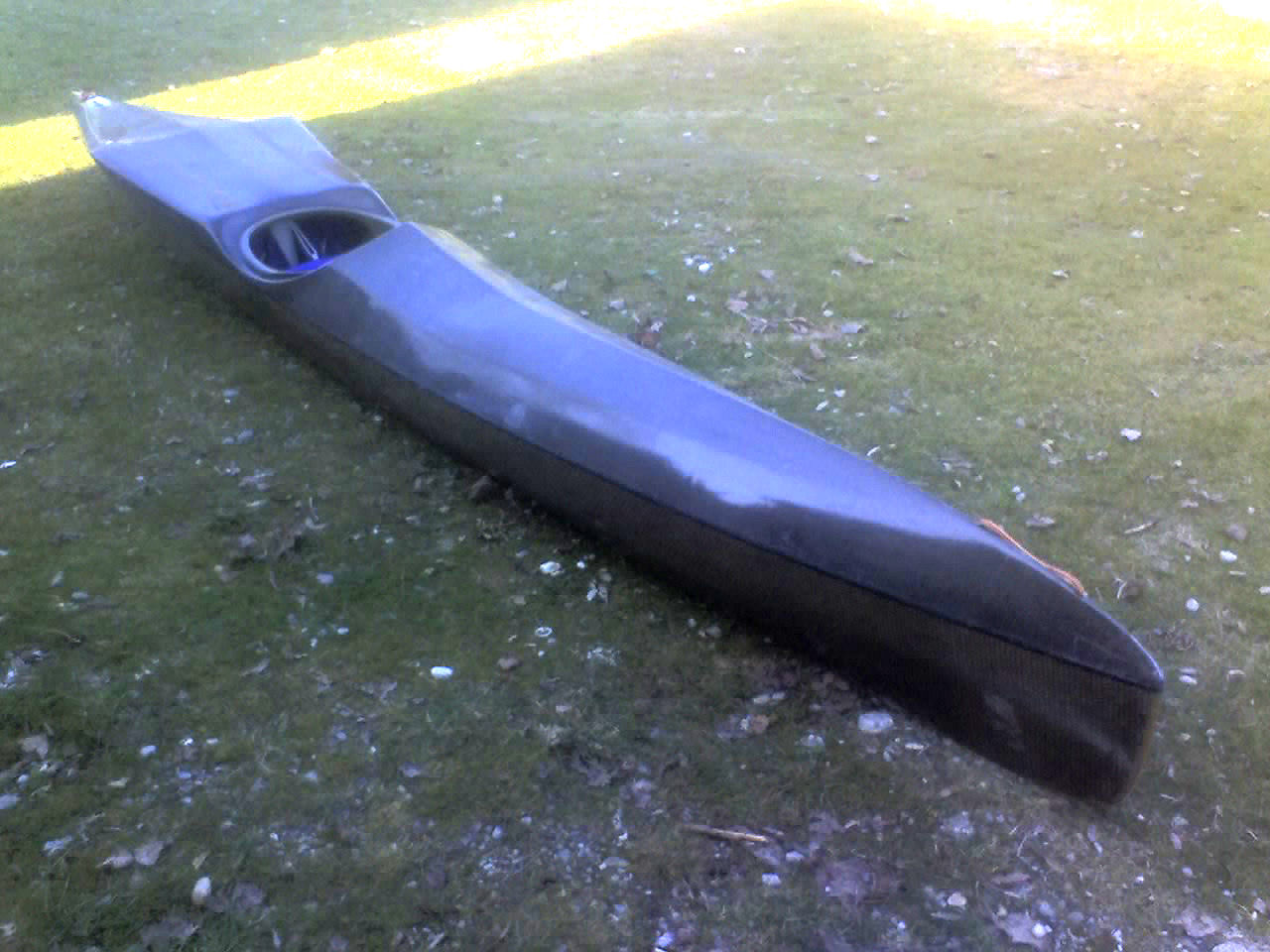
Langes, schnelles Wildwasserrennboot, Carbonfaser, Ecken für Vorschriftsbreite

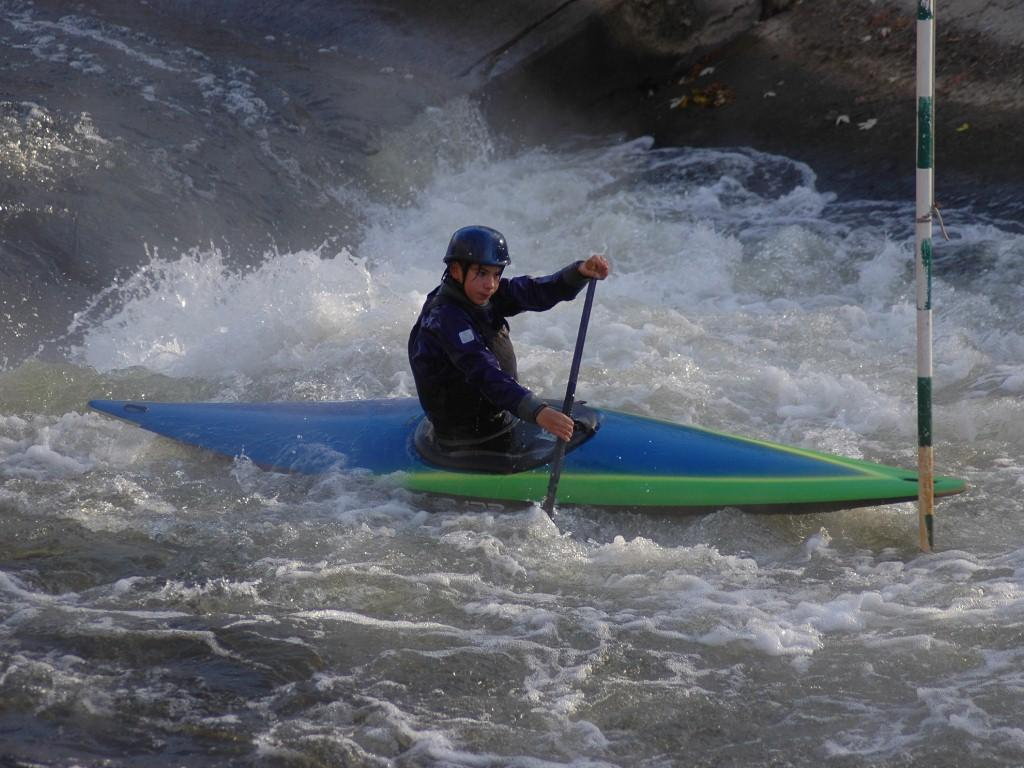
Wendiger, flinker Slalomkanadier

Wildwasserkanus sind spezielle Kanus, die für das Wildwasserpaddeln verwendet werden. Je nach Paddeltechnik wird zwischen Wildwasserkajak und Wildwasserkanadier unterschieden. Daneben gibt es geschlossene und offene Wildwasserkanus.

## Beschreibung
Wildwasserkanus zeichnen sich – im Vergleich zu Seekajaks – im Allgemeinen durch erhöhte Wendigkeit aus, wofür verminderte Geschwindigkeit und verminderte Kurshaltefähigkeit (Schwierigkeit, einfach geradeaus zu fahren) in Kauf genommen werden. Sie zeichnen sich meist durch eine robustere Bauart aus, weswegen auf ein außen angebrachtes Steuer verzichtet wird und oft dicker Kunststoff als Baustoff eingesetzt wird. Bei manchen Wildwasserkajaks lässt sich zum Befahren größerer Gewässer oder zum Surfen in größeren Wellen optional eine Finne anbringen. 
Damit in Wildwasser, das mit großem Druck auf ein Kajak einwirken kann, möglichst wenig Wasser ins Bootsinnere gelangt, wird die Zahl der Stellen, an der der Rumpf durchbrochen wird, gering gehalten: Luken zu Schotten werden meist völlig vermieden, manche Hersteller (insbesondere Jackson Kayaks) verzichten sogar auf Schrauben, die den Rumpf durchbrechen. Damit das Boot nicht sinkt, falls dennoch Wasser in das Boot dringt, werden anstelle der Schotten Auftriebskörper – meist ähnlich aufblasbaren Plastikschläuchen – eingesetzt. Wichtig ist außerdem die genaue (An)Passung des Kanus für den Paddler, da sie die für Wildwasserkanuten besonders wichtige Boof- (Sprung) und Manövrierfähigkeit – aufrecht oder bei einer Eskimorolle – verbessert.

## Verschiedene Formen von Wildwasserkanus
Offene Ein- und Zweimannwildwasserkanadier sind oft längere Boote mit vielseitigem Wildwasser-Einsatzzweck. Als offene Wildwasserkajaks werden gelegentlich spezielle aufblasbare Kajaks (sogenannte Packrafts) eingesetzt.
Geschlossene Wildwasserkanus unterscheiden sich in ihrem Äußeren oft stark nach ihrem Einsatzzweck, werden aber meist sowohl von Kanadier- als auch Kajakfahrern genutzt. Sie unterscheiden sich dann nur in der Innen-Ausstattung (Sitz) und der Paddeltechnik (kniend oder sitzend, mit ein- oder zweiseitigem Paddel), 
aber nicht im (äußerlichen) Bootsrumpf.
Für viele verschiedene Einsatzzwecke haben sich unterschiedliche geschlossene Bootsformen entwickelt, die meist nach immer neuen englischen Namen bezeichnet werden, unter anderem:
- Riverrunner (von engl. to run a river: einen Fluss befahren): Boot für leichteres bis mittelschweres Wildwasser – Kreuzung aus Creeker und Rodeoboot, das versucht, ein breites Einsatzspektrum bestmöglich abzudecken, aber etwas schlechter abschneidet als die jeweiligen Spezialisten
- Creeker: Boot für schwieriges Wildwasser wie das Befahren steiler und oft schmaler Flüsse, meist mit vielen Felsen und technisch schwierigem Wasser (engl. creeking von creek: schmaler Bach/Fluss), oder höherer Wasserfälle – das Boot bietet entsprechend viel Auftrieb (Volumen), ist stabil gebaut und relativ wendig, aber auch einigermaßen schnell (Längenkompromiss, der meist durch gebogene Bootsenden erreicht wird).
- Rodeoboot/Spielboot/Playboat: Boot zum Spielbootfahren, wobei der Umgang mit Wellen und Wasserwalzen eine wichtige Rolle spielen, aber auch Felsberührungen vorkommen. Das Boot kurz, flach und stabil gebaut. Dadurch ist es wendig und vergleichsweise leicht. Es verzichtet dafür auf Geschwindigkeit und bietet verminderten Auftrieb durch in der Bootsmitte zentriertes Volumen.
- Wildwasserrennboot: Boot für den Wildwasserrennsport – das Boot ist entsprechend schnell (lang und schmal), hat aber außerdem für die zu befahrenen Wildwasserbedingungen viel Auftrieb (Volumen) und ist ausreichend wendig. Im Gegensatz zu anderen Wildwasserkanus bestehen Wettkampfboote aus faserverstärkten Kunststoffen.
- Slalomboot: Boot für Kanuslalom – das Boot ist entsprechend sehr wendig und mäßig schnell, aber nicht sehr stabil gebaut (spitz zulaufende Enden und z. B. oft Fiberglas und kein Plastik als Material)
- Squirtboot (von engl. squirt: spritzen; beim Aufrichten des Bugs von unter Wasser zur „Kerze“ auf dem Heck): Boot für das Squirtboating, bei dem Figuren auf dem und unter dem Wasser ausgeführt werden – das Boot hat entsprechend nur geringen Auftrieb (wenig Volumen, oft keine harte Plastikschale)
- Freerider (Funcruiser)

Der mögliche Einsatzzweck eines Kajaks richtet sich auch nach der Wildwasserschwierigkeitsskala und dem Können des Kanuten. Körpergewicht und Gepäck erfordern entsprechenden Auftrieb des Boots.